# Angel (пісня Міки Ньютон)
«Angel» (укр. Янгол) — пісня, з якою Міка Ньютон представила Україну на конкурсі Євробачення 2011 року в Дюссельдорфі.

## Євробачення 2011
Міка Ньютон виконала пісню 12 травня 2011 в другому півфіналі пісенного конкурсу Євробачення під шостим номером в програмі. За результатами голосування композиція пройшла до фіналу, де посіла 4-е місце, набравши 159 балів.